# Iraq Campaign Medal
L’Iraq Campaign Medal (en français : Médaille de la campagne en Irak, abrégé en ICM) est une décoration des forces armées des États-Unis créée par ordre exécutif par George W. Bush le 29 novembre 2004. Elle a été conçue par le United States Army Institute of Heraldry.
Décernée à partir de juin 2005, au même titre que l'Afghanistan Campaign Medal, elle est accordée à tout membre des forces armées ayant effectué son devoir à l'intérieur des frontières de l'Irak (ou ses eaux territoriales) pendant une période de 30 jours consécutifs ou 60 jours non consécutifs. La médaille est rétroactive au 19 mars 2003 jusqu'à la fin de l'opération New Dawn le 31 décembre 2011.
Le personnel ayant engagé le combat avec une force ennemie, ou ayant été blessé au cours de combats en Irak ou résultant d'une attaque terroriste (attentats), peut recevoir la médaille quel que soit le nombre de jours passés dans le pays.
L'United States Army Air Force accorde également l'ICM aux pilotes ayant participé chaque jour à des missions aériennes visant à appuyer directement les opérations militaires.